# Escariz (Arouca)
Escariz is een plaats (freguesia) in de Portugese gemeente Arouca en telt 2 255 inwoners (2001).